# Schieß-Europameisterschaften 25/50 Meter 2022
Die ESC Schieß-Europameisterschaften 25 Meter/50 Meter 2022, fanden vom 5. bis 18. September 2022 in Breslau (Wrocław), Polen für die Disziplinen Gewehr und Pistole auf die 25- und 50-Meter-Distanzen statt. Es nahmen 451 Athletinnen und Athleten aus 35 Ländern teil.

## Qualifikation für Olympische- und Europaspiele
Die Europameisterschaften waren zugleich eines der Qualifikationsturniere für die Olympischen Sommerspiele 2024 in Paris und die Europaspiele 2023 in Breslau.
Die folgende Tabelle gibt die Quotenplätze für die jeweiligen Länder wieder nach Abschluss der Europameisterschaften 25 Meter/50 Meter 2022.
| Länder           | Männer  | Männer | Frauen  | Frauen | Gesamt |
| Länder           | KK 3x40 | SFP    | KK 3x40 | SP     | Gesamt |
| ---------------- | ------- | ------ | ------- | ------ | ------ |
| Dänemark         |         |        | 1       |        | 1      |
| Deutschland      |         | 1      |         | 1      | 2      |
| Frankreich       |         | 1      |         |        | 1      |
| Norwegen         | 1       |        |         |        | 1      |
| Polen            |         |        |         | 1      | 1      |
| Tschechien       | 1       |        | 1       |        | 2      |
| Gesamt: 6 Länder | 2       | 2      | 2       | 2      | 8      |

## Ergebnisse
Die Ergebnisse für Offene Wettbewerbe können von Teams unterschiedlicher Geschlechter erzielt werden.

### Erwachsene

#### Gewehr
| Wettbewerb                                      | Gold                                                       | Gold | Silber                                                      | Silber | Bronze                                                         | Bronze |
| Männer                                          |                                                            |      |                                                             |        |                                                                |        |
| ----------------------------------------------- | ---------------------------------------------------------- | ---- | ----------------------------------------------------------- | ------ | -------------------------------------------------------------- | ------ |
| 50 m Kleinkaliber Dreistellungskampf            | Petr Nymburský                                             | --   | Jon-Hermann Hegg                                            | --     | Jiří Přívratský                                                | --     |
| 50 m Kleinkaliber Dreistellungskampf Mannschaft | TschechienJiří Přívratský František Smetana Petr Nymburský | --   | NorwegenHenrik Larsen Simon Claussen Jon-Hermann Hegg       | --     | SchweizJan Lochbihler Christoph Dürr Lukas Oliver Roth         | --     |
| 50 m Kleinkaliber liegend                       | Jan Lochbihler                                             | --   | Anton Rizov                                                 | --     | Simon Claussen                                                 | --     |
| Frauen                                          |                                                            |      |                                                             |        |                                                                |        |
| 50 m Kleinkaliber Dreistellungskampf            | Rikke Maeng Ibsen                                          | --   | Veronika Blažíčková                                         | --     | Daria Tykhova                                                  | --     |
| 50 m Kleinkaliber Dreistellungskampf Mannschaft | DeutschlandJolyn Beer Anna Janßen Lisa Müller              | --   | TschechienLucie Brázdová Veronika Blažíčková Aneta Brabcová | --     | SchweizJenny Stene Mari Bardseng Lovseth Jeanette Hegg Duestad | --     |
| 50 m Kleinkaliber liegend                       | Anna Janßen                                                | --   | Jenny Stene                                                 | --     | Jeanette Hegg Duestad                                          | --     |
| Mixed                                           |                                                            |      |                                                             |        |                                                                |        |
| 50 m Kleinkaliber Dreistellungskampf            | Jeanette Hegg Duestad Jon-Hermann Hegg                     | --   | Jenny Stene Simon Claussen                                  | --     | Stephanie Grundsøe Steffen Olsen                               | --     |
| 50 m Kleinkaliber liegend                       | Sheileen Waibel Thomas Mathis                              | --   | Jenny Stene Henrik Larsen                                   | --     | Chiara Leone Jan Lochbihler                                    | --     |

#### Pistole
| Wettbewerb                          | Gold                                                         | Gold | Silber                                                    | Silber | Bronze                                                   | Bronze |
| Männer                              |                                                              |      |                                                           |        |                                                          |        |
| ----------------------------------- | ------------------------------------------------------------ | ---- | --------------------------------------------------------- | ------ | -------------------------------------------------------- | ------ |
| 25 m Schnellfeuerpistole            | Clément Bessaguet                                            | --   | Oliver Geis                                               | --     | Pawlo Korostyljow                                        | --     |
| 25 m Schnellfeuerpistole Mannschaft | FrankreichJean Quiquampoix Clément Bessaguet Laurent Cussigh | --   | PolenOskar Miliwek Patryk Sakowski Damian Klimek          | --     | TschechienMatěj Rampula Martin Podhráský Tomáš Těhan     | --     |
| Frauen                              |                                                              |      |                                                           |        |                                                          |        |
| 25 m Pistole                        | Doreen Vennekamp                                             | --   | Klaudia Breś                                              | --     | Renáta Tobai-Sike                                        | --     |
| 25 m Pistole Mannschaft             | DeutschlandDoreen Vennekamp Michelle Skeries Monika Karsch   | --   | UkraineOlena Kostevych Anastasiia Nimets Oksana Kovalchuk | --     | PolenJoanna Iwona Wawrzonowska Julita Borek Klaudia Breś | --     |
| Offener Wettkampf                   |                                                              |      |                                                           |        |                                                          |        |
| 25 m Zentralfeuerpistole            | Adrian Schaub                                                | --   | Ruslan Lunev                                              | --     | Peeter Olesk                                             | --     |
| 25 m Standardpistole                | Ruslan Lunev                                                 | --   | Pawlo Korostyljow                                         | --     | Matěj Rampula                                            | --     |
| 50 m Pistole                        | João Costa                                                   | --   | Lauris Strautmanis                                        | --     | Damir Mikec                                              | --     |
| Mixed                               |                                                              |      |                                                           |        |                                                          |        |
| 25 m Schnellfeuerpistole            | Anastasiia Nimets Wolodymyr Pasternak                        | --   | Alžběta Dědová Matěj Rampula                              | --     | Julija Korostyljowa Pawlo Korostyljow                    | --     |

### Juniorinnen und Junioren

#### Gewehr
| Wettbewerb                                      | Gold                                                 | Gold | Silber                                                      | Silber | Bronze                                                                | Bronze |
| Junioren                                        |                                                      |      |                                                             |        |                                                                       |        |
| ----------------------------------------------- | ---------------------------------------------------- | ---- | ----------------------------------------------------------- | ------ | --------------------------------------------------------------------- | ------ |
| 50 m Kleinkaliber Dreistellungskampf            | Nathan Bailly                                        | --   | Edoardo Bonazzi                                             | --     | Romain Aufrère                                                        | --     |
| 50 m Kleinkaliber Dreistellungskampf Mannschaft | FrankreichFlorent Pomar Romain Aufrère Nathan Bailly | --   | PolenWiktor Sajdak Michal Chojnowski Maciej Ogórek          | --     | UngarnFerenc Török András Dénes Péter Antal Wittmann                  | --     |
| 50 m Kleinkaliber liegend                       | Leon Thieser                                         | --   | Kiano Waibel                                                | --     | András Dénes                                                          | --     |
| Juniorinnen                                     |                                                      |      |                                                             |        |                                                                       |        |
| 50 m Kleinkaliber Dreistellungskampf            | Julie Johannessen                                    | --   | Larissa Weindorf                                            | --     | Finja Rentmeister                                                     | --     |
| 50 m Kleinkaliber Dreistellungskampf Mannschaft | DeutschlandHannah Wehren Nele Stark Larissa Weindorf | --   | SchweizMarta Szabo Bouza Gina Daniela Gyger Jennifer Kocher | --     | NorwegenCaroline Finnestad Lund Hanna Synnøve Huser Julie Johannessen | --     |
| 50 m Kleinkaliber liegend                       | Caroline Finnestad Lund                              | --   | Gina Daniela Gyger                                          | --     | Maja Magdalena Gawenda                                                | --     |
| Mixed                                           |                                                      |      |                                                             |        |                                                                       |        |
| 50 m Kleinkaliber Dreistellungskampf            | Alexandra Rosenlew Lauri-Eemil Syrja                 | --   | Adéla Zrůstová Vojtěch Záborec                              | --     | Anna Schiavon Danilo Dennis Sollazzo                                  | --     |
| 50 m Kleinkaliber liegend                       | Nele Stark Nils Friedmann                            | --   | Julie Johannessen Even Olai Enger Throndsen                 | --     | Caroline Finnestad Lund Lars Gulbrandsen Lilleng                      | --     |

#### Pistole
| Wettbewerb                          | Gold                                                         | Gold | Silber                                                   | Silber | Bronze                                                   | Bronze |
| Junioren                            |                                                              |      |                                                          |        |                                                          |        |
| ----------------------------------- | ------------------------------------------------------------ | ---- | -------------------------------------------------------- | ------ | -------------------------------------------------------- | ------ |
| 25 m Pistole                        | Matteo Mastrovalerio                                         | --   | Daniels Vilciņš                                          | --     | Hans Wang Nøstvold                                       | --     |
| 25 m Schnellfeuerpistole            | Yan Chesnel                                                  | --   | Michele Palella                                          | --     | Tobias Gsöll                                             | --     |
| 25 m Schnellfeuerpistole Mannschaft | FrankreichRomain Zunino Yan Chesnel Theo Moczko              | --   | ItalienLuca Arrighi Matteo Mastrovalerio Michele Palella | --     | UngarnDávid Ákos Laczik Ákos Károly Nagy Máté Rédecsi    | --     |
| Juniorinnen                         |                                                              |      |                                                          |        |                                                          |        |
| 25 m Pistole                        | Miriam Jákó                                                  | --   | Heloise Fourre                                           | --     | Viliena Bevz                                             | --     |
| 25 m Pistole Mannschaft             | TschechienAnna Miřejovská Kateřina Středová Klára Ticháčková | --   | UkraineNadiia Shamanova Yuliia Didenko Viliena Bevz      | --     | UngarnSára Ráhel Fábián Miriam Jákó Olivia Ditta Domsits | --     |
| Offener Wettkampf                   |                                                              |      |                                                          |        |                                                          |        |
| 25 m Standardpistole                | Matteo Mastrovalerio                                         | --   | Adnan Efe Uçar                                           | --     | Michele Palella                                          | --     |

## Medaillenspiegel

### Erwachsene
| Platz  | Land          | Gold | Silber | Bronze | Gesamt |
| ------ | ------------- | ---- | ------ | ------ | ------ |
| 01     | Deutschland   | 4    | 1      | —      | 5      |
| 02     | Tschechien    | 2    | 3      | 3      | 8      |
| 03     | Schweiz       | 2    | —      | 2      | 4      |
| 04     | Frankreich    | 2    | —      | —      | 2      |
| 05     | Norwegen      | 1    | 5      | 3      | 9      |
| 06     | Ukraine       | 1    | 2      | 3      | 6      |
| 07     | Aserbaidschan | 1    | 1      | —      | 2      |
| 08     | Dänemark      | 1    | —      | 1      | 2      |
| 09     | Österreich    | 1    | —      | —      | 1      |
| 09     | Portugal      | 1    | —      | —      | 1      |
| 11     | Polen         | —    | 2      | 1      | 3      |
| 12     | Bulgarien     | —    | 1      | —      | 1      |
| 12     | Lettland      | —    | 1      | —      | 1      |
| 14     | Estland       | —    | —      | 1      | 1      |
| 14     | Ungarn        | —    | —      | 1      | 1      |
| 14     | Serbien       | —    | —      | 1      | 1      |
| Gesamt | Gesamt        | 16   | 16     | 16     | 48     |

### Juniorinnen und Junioren
| Platz  | Land        | Gold | Silber | Bronze | Gesamt |
| ------ | ----------- | ---- | ------ | ------ | ------ |
| 01     | Frankreich  | 4    | 1      | 1      | 6      |
| 02     | Deutschland | 3    | 1      | 2      | 6      |
| 03     | Italien     | 2    | 3      | 2      | 7      |
| 04     | Norwegen    | 2    | 1      | 3      | 6      |
| 05     | Tschechien  | 1    | 1      | —      | 2      |
| 06     | Ungarn      | 1    | —      | 4      | 5      |
| 07     | Finnland    | 1    | —      | —      | 1      |
| 08     | Schweiz     | —    | 2      | —      | 2      |
| 09     | Polen       | —    | 1      | 1      | 2      |
| 09     | Ukraine     | —    | 1      | 1      | 2      |
| 11     | Österreich  | —    | 1      | —      | 1      |
| 11     | Lettland    | —    | 1      | —      | 1      |
| 11     | Türkei      | —    | 1      | —      | 1      |
| 14     | Serbien     | —    | —      | 1      | 1      |
| Gesamt | Gesamt      | 14   | 14     | 14     | 42     |